# Lyssa longicaudus
Lyssa longicaudus är en fjärilsart som beskrevs av Ludwig Wilhelm Schaufuss 1870. Lyssa longicaudus ingår i släktet Lyssa och familjen Uraniidae. Inga underarter finns listade i Catalogue of Life.